# دوروتی ماود رینچ
دوروتی ماود رینچ (انگلیسی: Dorothy Maud Wrinch؛ ۱۲ سپتامبر ۱۸۹۴ – ۱۱ فوریهٔ ۱۹۷۶) یک ریاضی‌دان اهل بریتانیا بود.